# Ilmiinjärvi
Ilmiinjärvi eller Ilmijärvi är en sjö i Finland. Den ligger i kommunen Kjulo i landskapet Satakunta, i den sydvästra delen av landet, 180 km nordväst om huvudstaden Helsingfors. Ilmiinjärvi ligger 61 meter över havet. I omgivningarna runt Ilmiinjärvi växer i huvudsak barrskog. Arean är 33,9 hektar och strandlinjen är 3 kilometer lång. Sjön  ingår i Eura å huvudavrinningsområde. 
Sjön är triangelformad och ligger i nord-syd-riktningen. Det finns inga öar i sjön.